# La Grève des électeurs
La Grève des électeurs est le titre d’une chronique, d’inspiration clairement anarchiste, de l’écrivain français Octave Mirbeau, parue le 28 novembre 1888 dans Le Figaro. Par la suite le texte a été publié à de nombreuses reprises sous la forme d’une brochure, souvent associé à une autre chronique, « Prélude », parue, également dans Le Figaro, le 14 juillet 1889.
Le texte est repris dans le Supplément Littéraire de La Révolte du 9 décembre 1888, puis en 1902 dans le n° 22 d'un journal anarchiste, Les Temps nouveaux. Rééditions en 1919, en 1924, en 1934, en 1980, puis, plus récemment, chez Ludd en 1995, à l'Insomniaque en 2001 et 2007, aux Éditions du Boucher en 2002, chez Allia en 2009 (nouvelle édition en 2020), chez Pennti en 2011, chez Berg International en 2014.

## La duperie électorale
Comme tous les anarchistes, Mirbeau ne voit dans le suffrage universel et le recours à des élections qu’une duperie par laquelle les dominants obtiennent à bon compte l’assentiment de ceux-là mêmes qu’ils oppriment et exploitent. S’adressant à l’électeur moyen, « ce bipède pensant, doué d’une volonté, à ce qu’on prétend, et qui s’en va, fier de son droit, assuré qu’il accomplit un devoir, déposer dans une boîte électorale un quelconque bulletin », il s’emploie donc à démystifier, discréditer et délégitimer le prétendu droit de vote, “grâce” auquel les opprimés, dûment aliénés et abêtis, choisissent “librement” leurs propres prédateurs : « Les moutons vont à l’abattoir. Ils ne se disent rien, eux, et ils n’espèrent rien. Mais du moins ils ne votent pas pour le boucher qui les tuera, et pour le bourgeois qui les mangera. Plus bête que les bêtes, plus moutonnier que les moutons, l’électeur nomme son boucher et choisit son bourgeois. » Et Mirbeau d’ajouter, avec une ironie amère : « Il a fait des Révolutions pour conquérir ce droit. » 
Au lieu d’assumer sa liberté, l'électeur, cet « inexprimable imbécile », ne fait en réalité que se choisir un maître, qui l’éblouit de promesses impossibles à tenir et qui n'a pas le moindre souci des intérêts des larges masses : il participe, ce faisant, à son propre asservissement. Mirbeau appelle donc les électeurs à faire la grève des urnes et à se comporter, non en moutons grégaires, mais en citoyens lucides.

## Diffusion
La Grève des électeurs est le texte de Mirbeau le plus connu et le plus facilement accessible sur Internet (en français il est en ligne sur une soixantaine de sites), parce qu’il a été massivement diffusé par les groupes anarchistes européens de toutes obédiences, qui voyaient dans la démocratie représentative, reposant sur des élections, une illusion extrêmement dangereuse pour l’émancipation intellectuelle des prolétaires. Tiré, sous forme de tract, à des centaines de milliers d’exemplaires, il a été traduit dans de nombreuses langues : en allemand (« Der Streik der Wähler », en anglais (« Voters strike »), en espagnol (« La Huelga de los electores »), en grec (Η Απεργία των ψηφοφόρων) , en italien (« Lo sciopero degli elettori »), en néerlandais (De Kiezersstaking ou « De staking der kiezers »), en polonais (« Strajk wyborców »), en portugais (« A Greve dos eleitores »), en russe (« Стачка избирателей »), en serbe (« Štrajk glasačâ ») et en arménien (« Ընտրողների գործադուլը »).